# Cannon Mountain
Cannon Mountain, tidigare Profile Mountain, är ett berg i delstaten New Hampshire i USA, beläget på en höjd av 1 250 meter över havet. Fram till 3 maj 2003 fanns här bergsformationen Old Man of the Mountain.

### Fotnoter
1. ↑  ”Cannon Mountain” (på engelska). Mountain Forecast. http://www.mountain-forecast.com/peaks/Cannon-Mountain-New-Hampshire. Läst 12 februari 2014.